# Heteronotia fasciolata
Espèce
Synonymes
- Heteronotia fasciolatus Pepper, Doughty, Fujita, Moritz & Keogh, 2013

Heteronotia fasciolata est une espèce de geckos de la famille des Gekkonidae.

## Répartition
Cette espèce est endémique du Territoire du Nord en Australie.

## Description

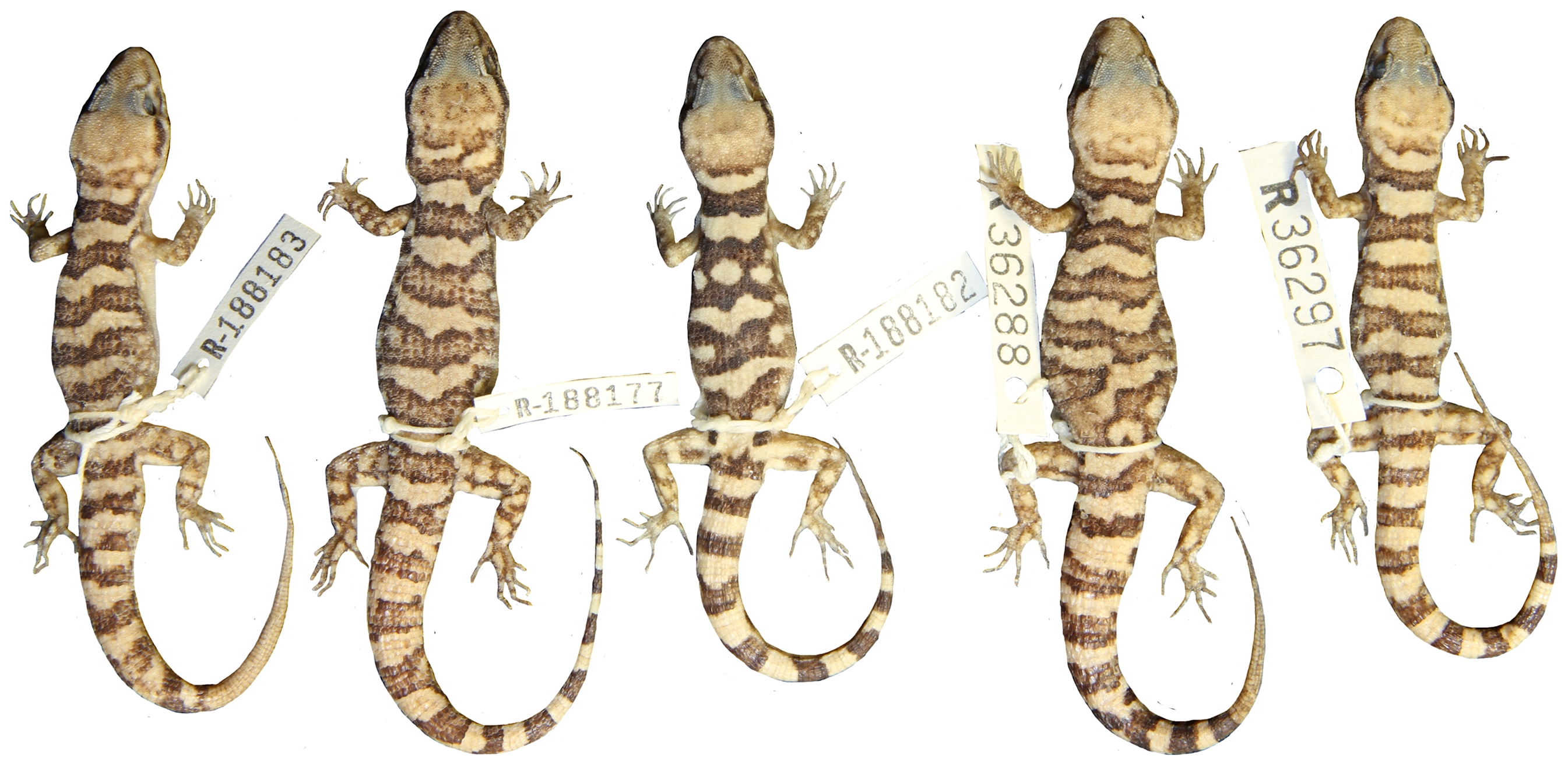

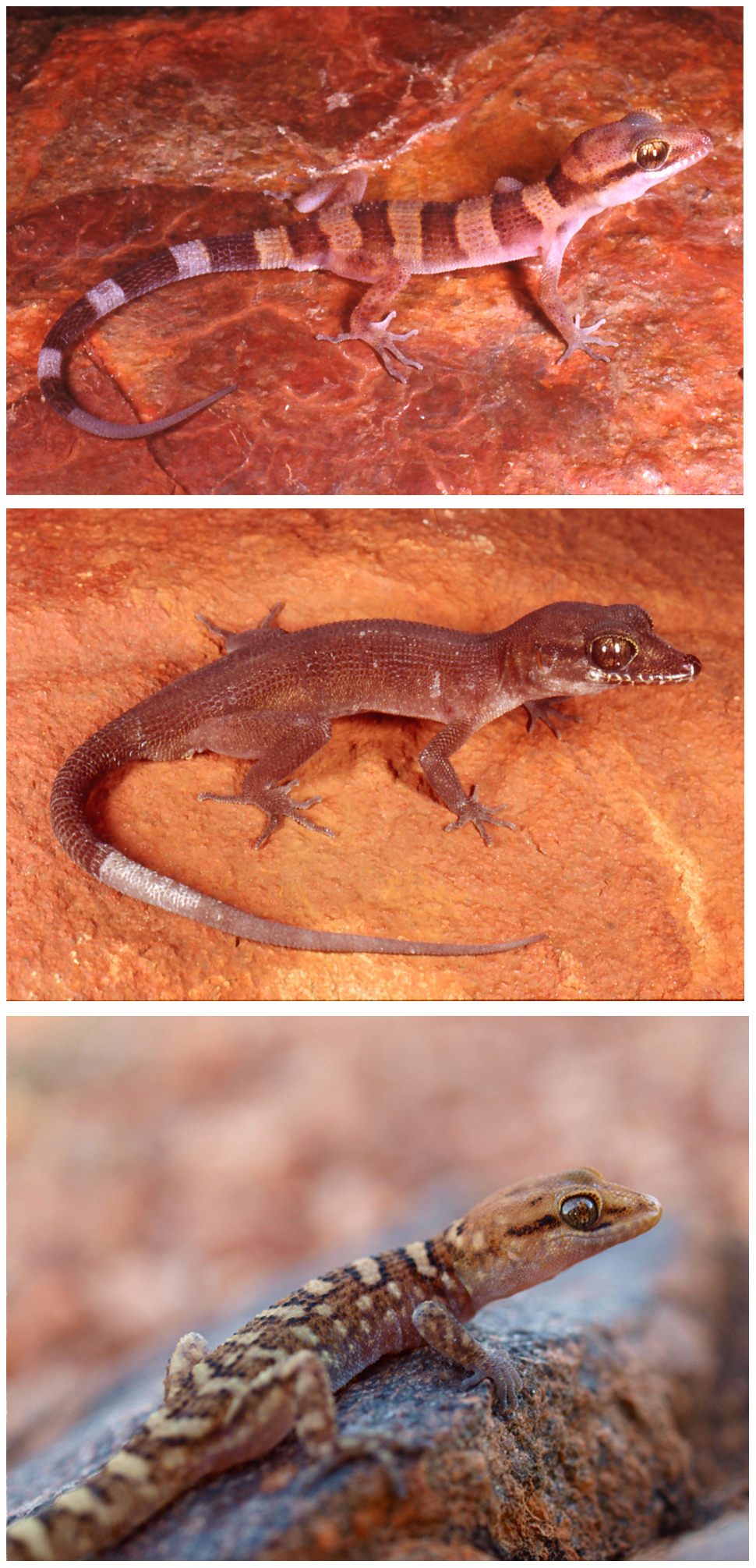
Heteronotia spelea en haut, Heteronotia atra au centre et Heteronotia fasciolata en bas.

Heteronotia fasciolata mesure de 34 à 57 mm.

## Publication originale
- Pepper, Doughty, Fujita, Moritz & Keogh, 2013 : Integrated Systematics of the Heteronotia spelea Species Complex (Gekkota; Reptilia) from Western and Central Australia. PLOS ONE, vol. 8, no 11, p. e78110 (texte intégral).